# قلوريا مينيزيس
قلوريا مينيزيس (بالبرتغالية: Glória Menezes‏) هي ممثلة برازيلية، ولدت في 19 أكتوبر 1934 ببيلوتاس في البرازيل.

## وصلات خارجية
- قلوريا مينيزيس على موقع IMDb (الإنجليزية)
- قلوريا مينيزيس على موقع ألو سيني (الفرنسية)
- قلوريا مينيزيس على موقع قاعدة بيانات الفيلم (الإنجليزية)
- قلوريا مينيزيس على موقع كينوبويسك (الروسية)